# Juan Reinardo III de Hanau-Lichtenberg
Juan Reinardo III de Hanau-Lichtenberg (Bischofsheim am hohen Steg (ahora Rheinbischofsheim), 31 de julio de 1665-Schloss Philippsruhe, Hanau, 28 de marzo de 1736) fue el último de los condes de Hanau-Lichtenberg. Reinó desde 1680 hasta 1736. También reinó en el condado de Hanau-Münzenberg de 1712 a 1736.

## Biografía
Johann Reinhard III era el hijo de Juan Reinardo II de Hanau-Lichtenberg y de Ana Magdalena de Palatinado-Birkenfeld-Bischweiler. Fue bautizado el 1 de agosto de 1665.
Fue educado junto con su hermano mayor Felipe Reinardo, inicialmente en Estrasburgo. En 1678, se mudaron a Babenhausen, donde vivía su madre en ese momento. En 1678, comenzaron una gran gira por Alsacia, Suiza y Ginebra. En 1690, viajaron durante un año a Saboya y Turín, en 1681 a París, en 1683 a los Países Bajos, Inglaterra y algunas provincias francesas. A principios de 1684, estaban en Milán, desde allí fueron a ver el carnaval en Venecia. Seguidamente hicieron un viaje a Roma (con audiencias con el Papa Inocencio XII y la reina Cristina de Suecia), luego a Nápoles, Florencia, Módena, Parma y Mantua. En 1686, visitaron la corte imperial en Viena y, en el camino de regreso, pasaron por Bohemia y visitaron la corte electoral sajona en Dresde.

### Gobierno

#### Regencia
Juan Reinardo III llegó al trono del condado de Hanau-Lichtenberg el 24 de mayo de 1680 (es decir, el 3 de junio de 1680 gregoriano) a la edad de 15 años, después de que su familia hubiera depuesto a su tío Federico Casimiro porque sus escapadas financieras habían arruinado el condado. Como Juan Reinardo III era menor de edad, el condado estaba gobernado por su madre y su tío Cristián II del Palatinado-Zweibrücken-Birkenfeld. Al mismo tiempo, el hermano mayor de Juan Reinardo III, Felipe Reinardo, llegó al trono de Hanau-Münzenberg. Cuando se implementó esta división, el distrito de Babenhausen fue otorgado a Hanau-Münzenberg, decisión que fue confirmada en un tratado en 1691. En 1685, Juan Reinardo III fue legalmente adoptado por su depuesto tío Federico Casimiro de Hanau-Lichtenberg. En 1688, alcanzó la mayoría de edad y se hizo cargo del gobierno. En 1691, el duque Cristián II presentó su informe final sobre la tutela.

## Política
La situación económica en el condado de Hanau-Lichtenberg era muy mala, porque el valle del Alto Rin, en el que se encontraba el condado, había sido devastado durante la guerra de los Nueve Años (1688-1697) y la guerra de sucesión española (1702–1713) a causa de las consiguientes ocupaciones militares. Juan Reinardo III trató de mejorar la situación. La situación política también era problemática: su predecesor se había visto obligado a reconocer la supremacía francesa sobre las partes del condado ubicadas en Alsacia. Solo podía gobernar esos territorios porque recibió "Patente de letras" a tal efecto del rey francés Luis XIV en 1701 y 1707. Juan Reinardo III intentó en vano ser elevado al rango de Príncipe Imperial. Después de que quedó claro que no tendría herederos varones, suspendió estos esfuerzos.
Cuando Felipe Reinardo murió en 1712, Juan Reinardo III heredó Hanau-Münzenberg. Bajo su gobierno, los dos subcondados se unieron en una mano por última vez. Alternó su residencia entre las dos partes del condado. También sucedió a su hermano como director de la Asociación Wetterau de los Condes Imperiales .

### Cultura
Durante el reinado de Juan Reinard III, el condado de Hanau prosperó culturalmente. Comenzó a construir un gran castillo en Bischofsheim am hohen Steg (ahora llamado Rheinbischofsheim), que nunca se completó, y en Hanau-Lichtenberg de Buchsweiler (ahora llamado Bouxwiller) creó un parque y amplió el castillo. Entre 1730 y 1736 reconstruyó el Hanauer Hof (u Hôtel de Hanau) en Estrasburgo, que había sido la residencia urbana de los condes de Hanau-Lichtenberg desde 1573. Este edificio sirve ahora como ayuntamiento de Estrasburgo.
Después de asumir el cargo en Hanau-Münzenberg en 1712, completó la construcción del palacio de Philippsruhe a las afueras de la ciudad de Hanau, y de la avenida Philippsruhe, incluido el puente Heller. También creó Chestnut Avenue y el Pheasant Park (en el posterior Wilhelmsbad) y completó la construcción de los establos del palacio de la ciudad en Hanau (más tarde el ayuntamiento de Hanau, que hoy es el "Congreso Park Hanau"), que Felipe Reinardo había comenzado. Detrás del palacio de la ciudad, se rompió la muralla de la ciudad para obtener un acceso directo a los jardines de estilo turco detrás de él.
En 1727, amplió la Iglesia de San Juan en Hanau, en la que fueron enterrados los condes de Hanau. Construyó iglesias luteranas en Windecken, Steinau an der Straße, Nauheim (ahora llamada Bad Nauheim), Kesselstadt y Rodheim (la "Iglesia Reinhard") y escuelas luteranas en muchas ciudades del condado de Hanau-Münzenberg. La razón de esto fue que Hanau-Münzenberg adoptó el calvinismo durante la Reforma, pero había sido gobernado desde 1643 por los condes luteranos de Hanau-Lichtenberg. A principios del siglo XVIII, el contraste entre las dos principales variantes protestantes se había mitigado en la medida en que esta política de construcción ahora era aceptable para la mayoría calvinista de la población.
En su ciudad capital, Hanau, se introdujo el alumbrado público. La puerta de Fráncfort fue derribada y reconstruida en un estilo barroco, y lo mismo se hizo al ayuntamiento de Hanau.
Personalmente, el conde Juan Reinardo III vivió con modestia, lo que le permitió financiar sus proyectos de construcción.
Johann Wolfgang von Goethe informó, en su Dichtung und Wahrheit (Capítulo 10) sobre una visita a Buchsweiler a fines del siglo XVIII: "Por encima de todo, el nombre del último Conde, Reinhard de Hanau, se tenía en alta estima aquí y en el resto de este pequeño país. Su gran intelecto y habilidad en todas sus acciones salieron a la luz, y aún quedan muchos hermosos monumentos de su existencia. Tales hombres tienen la ventaja de ser dobles benefactores, por el momento, lo que les encanta, y también para el futuro, cuyo sentido y coraje nutren y mantienen ".

## Herencia
Una vez que quedó claro que no habría heredero masculino en Hanau, estalló una disputa sobre la herencia. Básicamente había dos candidatos:
- El landgrave Luis IX de Hesse-Darmstadt, hijo de Carlota, la hija de Juan Reinardo III (que ya había muerto) y el landgrave Luis VIII de Hesse-Darmstadt;
- El landgrave Guillermo VIII de Hesse-Kassel, quien reclamó la parte de Münzenberg del condado, basado en un tratado de herencia de 1643 entre Hanau y el landgraviato de Hesse-Kassel.

En esta situación, el conde Juan Reinardo III trató de hacer que su hija y su nieto en Hesse-Darmstadt heredaran la mayor cantidad posible de Hanau. Eso fue relativamente fácil para la parte del país de Lichtenberg, a la que no se aplicó el tratado de 1643. Sin embargo, se requirió un esfuerzo financiero considerable en 1717 para incluir los feudos pasivos del Obispado de Estrasburgo y el Arzobispado de Maguncia en la herencia de Ludwig, porque los feudos generalmente solo eran hereditarios en la línea masculina. Para este pago, el conde Johann Reinhard III tomó prestados 100,000 florines del landgrave de Hesse-Kassel y prometió el distrito Hanau de Brandenstein como garantía para este préstamo.
Anticipándose a la herencia, Hesse-Kassel pagó 600.000 taleros para comprar las reclamaciones del Electorado de Sajonia sobre el feudo imperial en poder de Hanau-Münzenberg. Sajonia había adquirido estas afirmaciones del emperador durante la guerra de los Treinta Años. Hesse-Kassel prometió los distritos Frauensee, Landeck y Treffurt; Frauensee y Landeck fueron redimidos en 1743.
No obstante, lo más problemático fue si el distrito de Babenhausen pertenecía a la parte de la herencia de Lichtenberg o Münzenberg. Aquí también, el conde Juan Reinardo III trató de fortalecer la posición de su hija y nieto en Hesse-Darmstadt. En un testamento escrito de 1729, legó Babenhausen a Luis IX de Hesse-Darmstadt. Sobre este tema, Hesse-Kassel inicialmente parecía ser cooperativo. Se firmaron acuerdos en 1714, 1718 y 1720. Sin embargo, en 1730, el landgrave Federico I de Hesse-Kassel llegó al trono y la postura de Hesse-Kassel cambió. El 17 de abril de 1730, envió el ejército de Hesse a Hanau para asegurar su futura herencia. El conde Juan Reinardo juró lealtad a Federico, lo cual  suspendió el problema durante su vida.

## Muerte
Murió el 28 de marzo de 1736 en el palacio Philippsruhe en Hanau. En su lecho de muerte, estaba rodeado por los representantes diplomáticos y notariados de sus herederos. Fue enterrado en la cripta familiar en la Iglesia de San Juan en Hanau. La cripta fue destruida cuando Hanau fue bombardeada durante la Segunda Guerra Mundial.
La cuestión de si Babenhausen pertenecía a Hanau-Lichtenberg o Hanau-Münzenberg, se discutió durante décadas después de su muerte. Se resolvió a finales del siglo XVIII dividiendo el distrito.

## Matrimonio y descendencia
Juan Rweinardo III se casó el 20 o 30 de agosto de 1699 con Dorotea Federica de Brandeburgo-Ansbach (1676-1731). Su hermana Carolina se casaría más tarde con el príncipe británico que se convirtió en el rey Jorge II. Juan Reinardo III y Federica Dorotea tuvieron una hija: Carlota (1700-1726), quien se casó con el landgrave Luis VIII de Hesse-Darmstadt (1691-1768).